# Invasion! (Arrow)
Invasion! es el octavo episodio de la quinta temporada y centésimo episodio a lo largo de la serie de televisión estadounidense de drama y ciencia ficción Arrow. Se trata además de la tercera parte de un crossover entre Supergirl, The Flash, Arrow y Legends of Tomorrow. El episodio fue escrito por Marc Guggenheim y Wendy Mericle basados en la historia de Greg Berlanti, y dirigido por Dermott Downs. Fue estrenado el 30 de noviembre de 2016 en Estados Unidos por la cadena The CW.
Oliver despierta y todo parece perfecto: Robert y Moira están sanos y salvos y su boda con Laurel está por llevarse a cabo, sin embargo, comienza a notar pequeños detalles que lo hacen comenzar a cuestionarse su nueva realidad. Mientras tanto, Felicity y los reclutas enfrentan una nueva amenaza con la ayuda de Supergirl y Flash.

## Argumento
Felicity lleva a Cisco a la guarida, donde se encuentran con el resto del equipo Flecha. Cisco vibra lo que quedó del último arco de Oliver para encontrarlo a él y a Thea, Diggle, Ray y Sara; Cisco los encuentra dentro de la nave especial, donde están en unas cápsulas de éxtasis.
Oliver despierta en un mundo donde jamás se subió al Queen's Gambit; aún vive con sus padres; Laurel Lance está viva y Ray Palmer está por casarse con Felicity Smoak. Oliver empieza a recordar su verdadera vida y comienza a indagar. Queen intenta ir a la guarida, y se sorprende de encontrar a Felicity, pero es confrontado por otro Flecha Verde. Oliver descubre que este nuevo justiciero es Diggle. Oliver trata de hacer entrar en razón a su amigo, pero este lo echa. Al irse Oliver, Diggle empieza a tener sus recuerdos también.
En el mundo real, Supergirl y Flash se encuentran con el Equipo Flecha, quienes se emocionan por conocerlos, menos René, quien opina que la gente con poderes son malos, porque cuando Barry apareció, gente con poderes usó mal sus habilidades, y ahora que Kara llegó, los Dominadores tratan de llegar a la Tierra. Sin embargo, cuando René está a punto de morir a manos de una ladrona cyborg, es salvado por la alienígena y el metahumano. René no se retracta por lo dicho antes, pero agradece que gente buena como ellos tengan sus poderes.
Dentro del sueño, Oliver está por casarse con Laurel, y se organiza una fiesta en su honor. Diggle contacta con Oliver, y ambos concuerdan que están en un sueño compartido. En ese momento, aparece Deathstroke, quien es enfrentado por Sara, pues ella recordó sus entrenamientos en la Liga de Asesinos. 
Una vez reunidos, Oliver, Diggle y Sara recuerdan sus vidas, y descubren que el edificio de Smoak Interpreises es la clave para salir. Cuando buscan a Thea y Ray, este logra recordar y accede a irse, pero Thea no, pues finalmente tiene la oportunidad de reunirse con su familia. Oliver decide dejarla en el sueño, pero Thea razona y se da cuenta de que Oliver es la única familia que le queda. Al salir de casa, son confrontados por sus malos recuerdos, personificados por Malcolm Merlyn, Deathstroke y Damien Darhk. Una vez los asesinan, Oliver es llamado por Laurel. Oliver se despide de ella, asegurándole que nunca fue digno de su amor y se va. El grupo llega al interior del edificio, donde encuentran un portal. Todos cruzan menos Oliver, quien por un momento duda, pero sus buenos recuerdos personificados por sus padres, Laurel, Felicity, Tommy Merlyn y Roy Harper, quienes lo alientan a no mirar atrás y seguir peleando.
En Star City, Curtis trata de crear un traductor para el idioma de los Dominadores, pero falla. En su lugar, con la ayuda del aparato robado por la ladrona cyborg, apenas logra crear un dispositivo que les dice la ubicación de los desaparecidos: el espacio.
Una vez todos regresan al mundo real, Oliver toma un arma y les dispara a los Dominadores que se encuentran. Los 5 salen en una cápsula de escape, pero son perseguidos por un millón más. Nate Heywood logra salvarlos y los pone a bordo de la Waverider, la cual demuestra poder sobrevivir con facilidad al espacio, a pesar de estar construida para viajes temporales.
Gideon le da a los rescatados réplicas de sus trajes y armas. Ray une los patrones, y deduce que ellos fueron secuestrados por no poseer super poderes, lo que sería para buscar información acerca de ellos. Ray le pide a Gideon traducir un diálogo que memorizó de uno de los alienígenas. Gideon traduce el mensaje vagamente como El arma está casi lista. En eso, Gideon les notifica que la nave nodriza de los Dominadores está llegando a la Tierra dejando el episodio inconcluso. El especial concluye en el séptimo episodio de Legends of tomorrow

## Elenco
- Stephen Amell como Oliver Queen/Flecha Verde.
- David Ramsey como John Diggle/Spartan.
- Willa Holland como Thea Queen.
- Emily Bett Rickards como Felicity Smoak/Overwatch.
- Echo Kellum como Curtis Holt/Mr. Terrific.
- Josh Segarra como Adrian Chase (crédito solamente).
- Paul Blackthorne como Quentin Lance.

## Continuidad
- Este episodio es la tercera parte de un crossover entre Supergirl, The Flash, Arrow y Legends of Tomorrow, siendo Medusa la primera parte, e Invasion! la segunda.
- La raza extraterrestre conocida como los Dominators inviden la Tierra.[4]
- Supergirl es formalmente introducida en el Arrowverso.
- Robert Queen fue visto anteriormente en The Undertaking, vía flashback.
- Moira Queen fue vista anteriormente en Seeing Red.
- Sara Lance fue vista anteriormente en Lost Souls.
- Ray Palmer fue visto anterirormente en Brotherhood.
- Barry Allen, Caitlin Snow y Cisco Ramón fueron vistos anteriormente en Legends of Yesterday.
- Malcolm Merlyn y Damien Darhk fueron vistos anteriormente en Schism.
- Laurel Lance fue vista anteoriormente en Legacy, vía flashback.
- El episodio marca la primera aparición de Kara Danvers en la serie.

## Desarrollo

### Producción
La producción de este episodio se llevó a cabo del 14 al 22 de septiembre de 2016.

### Filmación
El episodio fue filmado del 23 de septiembre al 7 de octubre de 2016.

### Casting
El 22 de septiembre, Marc Guggenheim publicó una fotografía en su cuenta de Twitter sobre la lectura del guion del centésimo episodio de la serie donde aparece Jamey Sheridan quien interpretó a Robert Queen durante la primera temporada, comentando que la historia no involucra el arco argumental de Flashpoint de The Flash ni secuencias de flashbacks. También, Katie Cassidy confirmó su regreso para el centésimo episodio.
El 26 de septiembre, Stephen Amell reveló que Deathstroke sería visto en el episodio. Finalmente el 18 de octubre se reveló que John Barrowman y Neal McDonough aparecerían en el centésimo episodio de la serie interpretando a Malcolm Merlyn y Damien Darhk, respectivamente.